# Ölands Djur & Nöjespark
Ölands Djur & Nöjespark (deutsch: Ölands Tier- und Vergnügungspark) ist ein Freizeitpark auf der schwedischen Ostseeinsel Öland.

## Lage
Der Park befindet sich etwa einen Kilometer nördlich von Färjestaden beim Dorf Möllstorp in der Nähe der Ölandsbron, die die Insel mit dem schwedischen Festland und dem dort befindlichen Kalmar verbindet.

## Anlage
Der Freizeitpark, der zu den fünf größten Schwedens zählt, gliedert sich in drei Themenparks. Neben einem klassischen Zoo gibt es einen Vergnügungspark mit Fahrgeschäften. Diesem ist auch ein Spaßbad angeschlossen. Darüber hinaus gibt es ein weiteres, moderneres Spaßbad namens Pirat Island. Besucher können zwischen den drei Parks wählen oder diese kombinieren.

## Geschichte

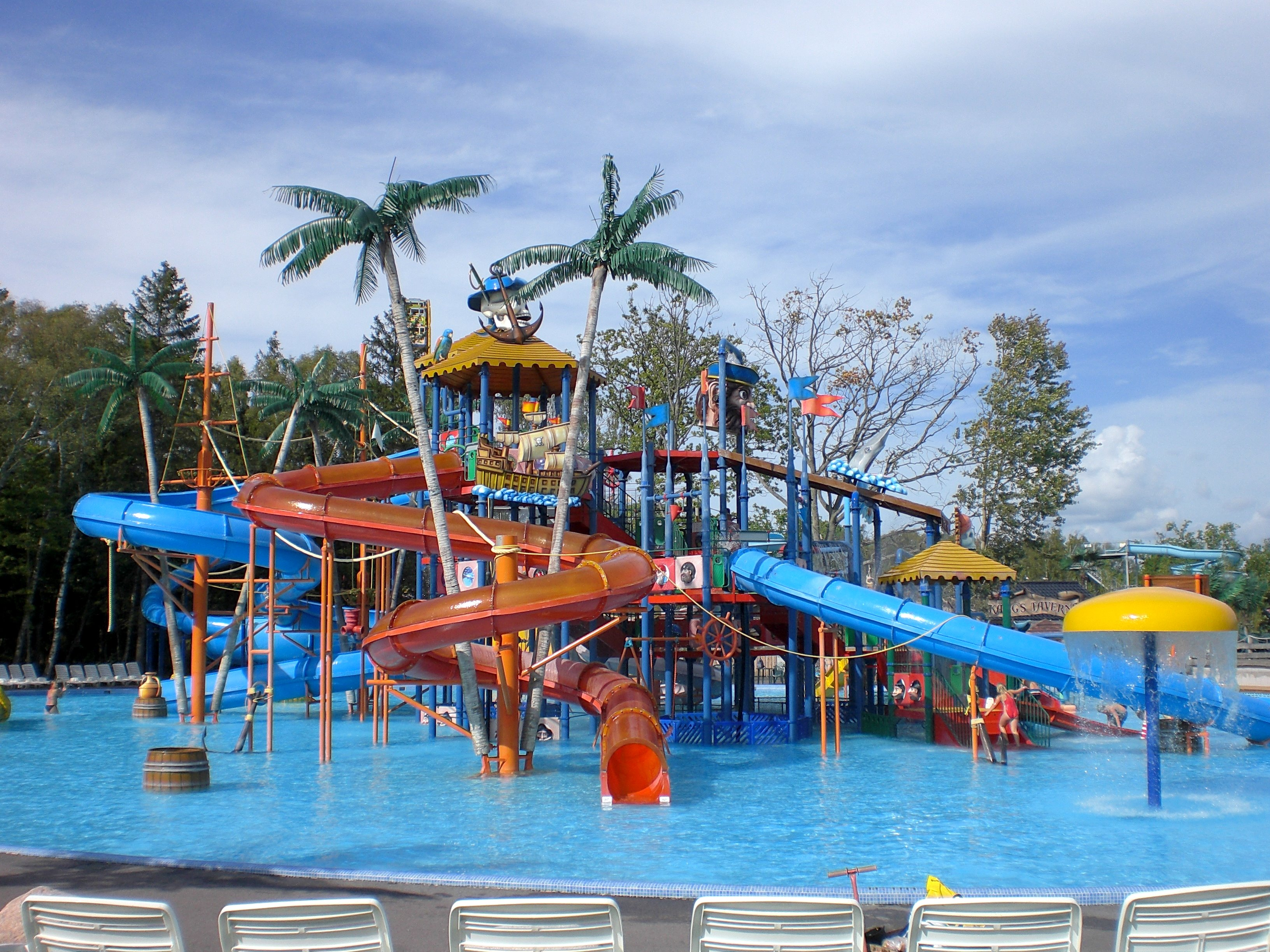
Spaßbad Pirat Island

Nach der Eröffnung der Ölandbrücke erwarb der Gründer des Parks, Boris Bravin, einen verlassenen Bauernhof im Möllstorp nördlich von Färjestaden. Zu dem erworbenen Grundbesitz von etwa 30.000 m² gehörte auch Ölands größter Eichenwald.
Im Jahr 1974 eröffnete dann zunächst der Zoo als Ölands Djurpark (deutsch: Ölands Tierpark). Die Anlage entstand mit Unterstützung des Architekten Sören Rasmussen. Bereits am Eröffnungstag kamen mehr als 8.000 Besucher.
Nach dem Willen seines Gründers sollte der Park stetig wachsen. Es gilt die Philosophie, dass es jedes Jahr eine wichtige Nachricht über eine Erweiterung geben soll.
In den Jahren 1976/77 wurde mit dem Pajalakvarnen eines der bis heute auffälligsten Gebäude aufgebaut. Es handelt sich um eine ursprünglich in Lappland stehende Mühle aus dem Jahr 1758, in der Ochsen die Mahlsteine antrieben. Sie wurde im Park wieder aufgebaut und beherbergt heute das Restaurant Kvarnstugan.
In der folgenden Zeit wurde zunächst der Zoo weiter ausgebaut. Mit einem kleinen Kinderkarussell wurde dann der Grundstein für den Vergnügungspark gelegt. 1981 wurde die große Achterbahn von Gröna Lund aus Stockholm erworben.
1987, lange vor Jurassic Park, entstand ein Dinosaurierpark mit Nachbildungen von Dinosauriern in Lebensgröße.

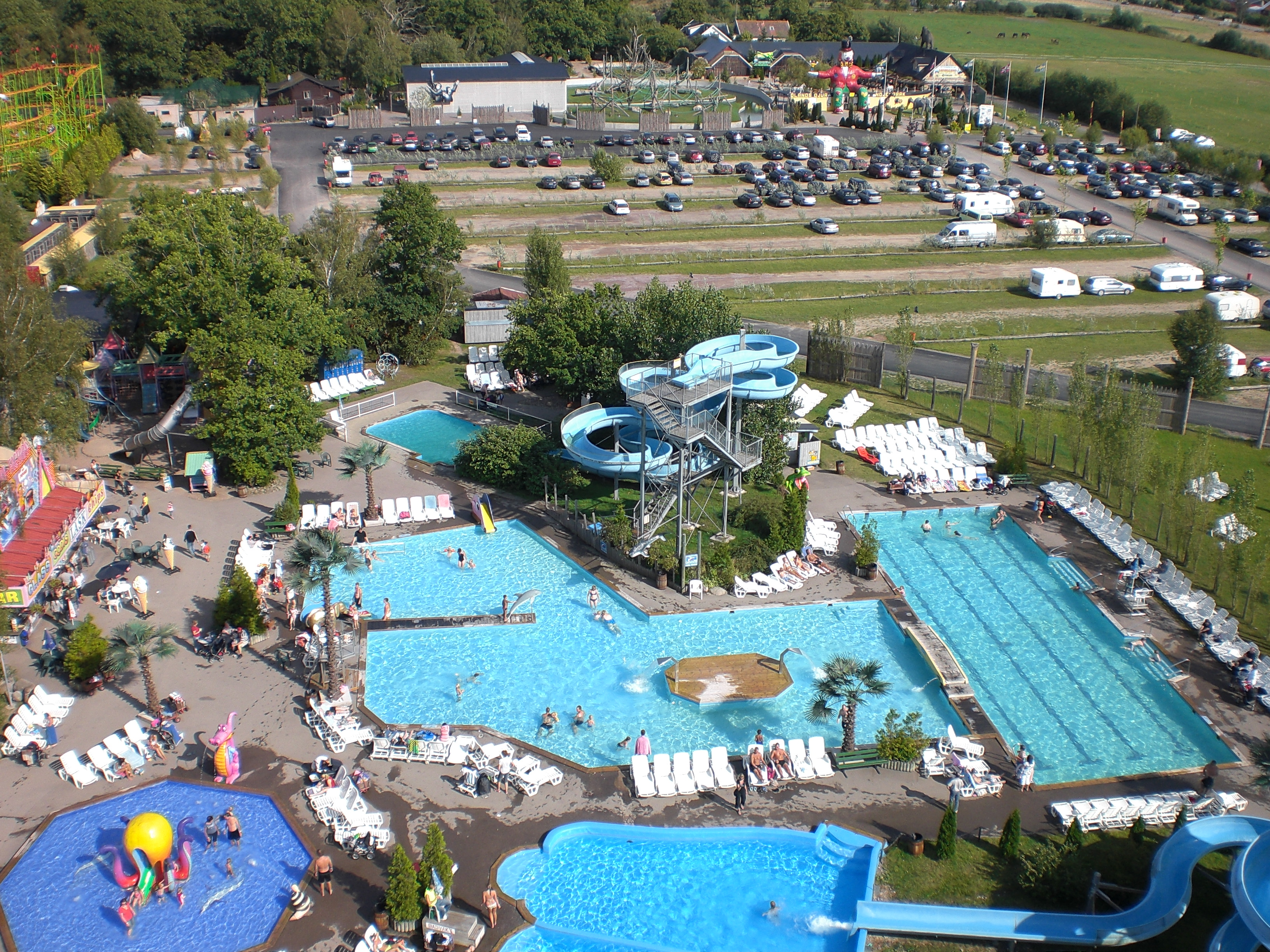
Blick vom Riesenrad auf das Spaßbad Vattenland, links die Berg- und Talbahn, rechts Parkplatz und Eingangsbereich

Im Zeitraum 1992 bis 1995 wurde der Vergnügungspark fertig ausgebaut. In mehreren Schritten entstand das Spaßbad Vattenland (dt. Wasserland). 1993 wurden 300.000 Besucher gezählt. In diesem Zeitraum wurde der Name der Anlage auch in Ölands Djur- och Nöjespark verändert, da der Tierpark nicht mehr das allein beherrschende Element war.
Im Jahr 2000 erfolgte eine Veränderung in der Eigentümerstruktur. Der Begründer veräußerte den Park an die im Eigentum von Barbo Hägg und ihrem Sohn Richard Berglund stehende Nöjesfältet Caravellen AB.
Es erfolgten dann eine Vielzahl weiterer Neuerungen. 2001 entstand eine Krokodilanlage, 2002 das Schimpansenhaus. 2003 wurden zwei Karussells ausgetauscht, dazu entstand eine neue Toilettenanlage. Ferner wurden benachbarte Grundstücke erworben, um dem Park eine Wachstumsmöglichkeit zu geben.
Eine neue großzügige Freianlage für Tiere der afrikanischen Savanne entstand 2004. Zugleich wurden 55 Ferienhäuser, Restaurant und Servicegebäude errichtet. Im Eingangsbereich entstand 2005 eine Souvenirboutique, sämtliche Tiergehege wurden modernisiert. 2007 wurde auf 15.000 m² das neue Spaßbad Pirat Island eröffnet.